# Antimatter
Antimatter é uma banda britânica formada em 1998 por Duncan Patterson e Mick Moss.

## Discografia

### Álbuns de estúdio
- 2001: Saviour
- 2003: Lights Out
- 2005: Planetary Confinement
- 2007: Leaving Eden
- 2012: Fear of a Unique Identity
- 2015: The Judas Table
- 2018: Black Market Enlightenment

### Álbuns ao vivo
- 2004: Live@K13
- 2009: Live@An Club

### EPs
- 2002: A Dream for the Blind
- 2016: Welcome to the Machine